# ギータ

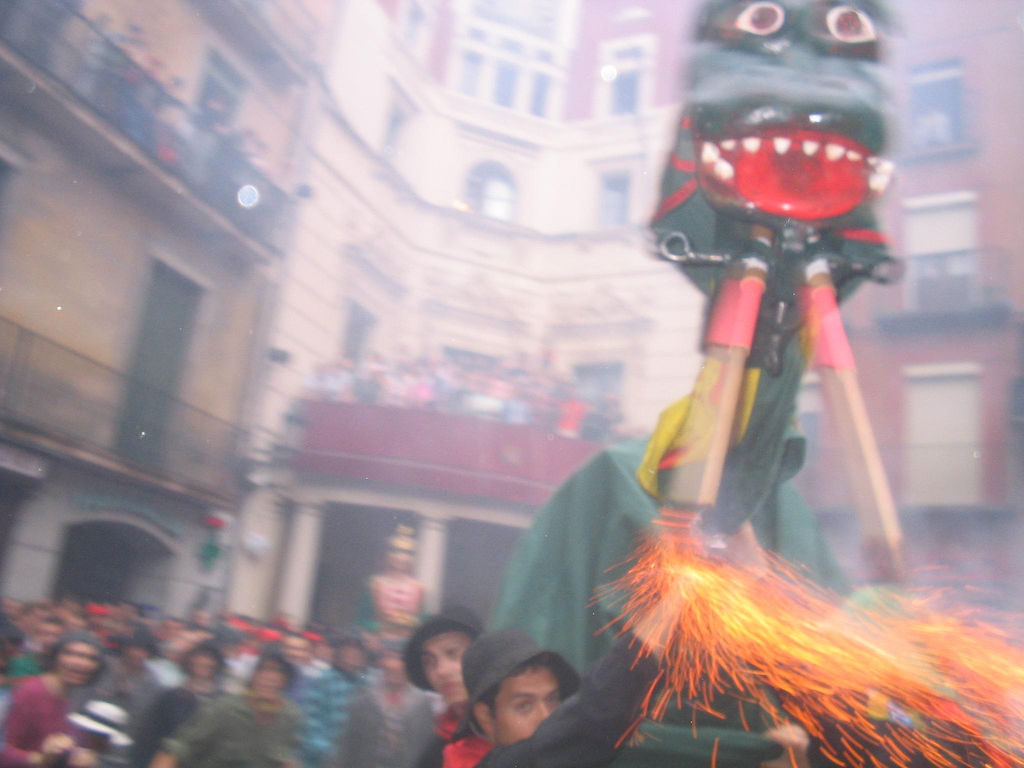
ベルガの祭り（パトゥム）のパレードでのギータの人形

ギータ (La Guita Xica) は、スペイン・カタルーニャ地方の伝承に登場するドラゴンである。名前は「足を蹴り上げているラバ」を意味しているが、口から火炎を噴き出す恐ろしい生き物として現代まで語り伝えられてきた。

## 伝承

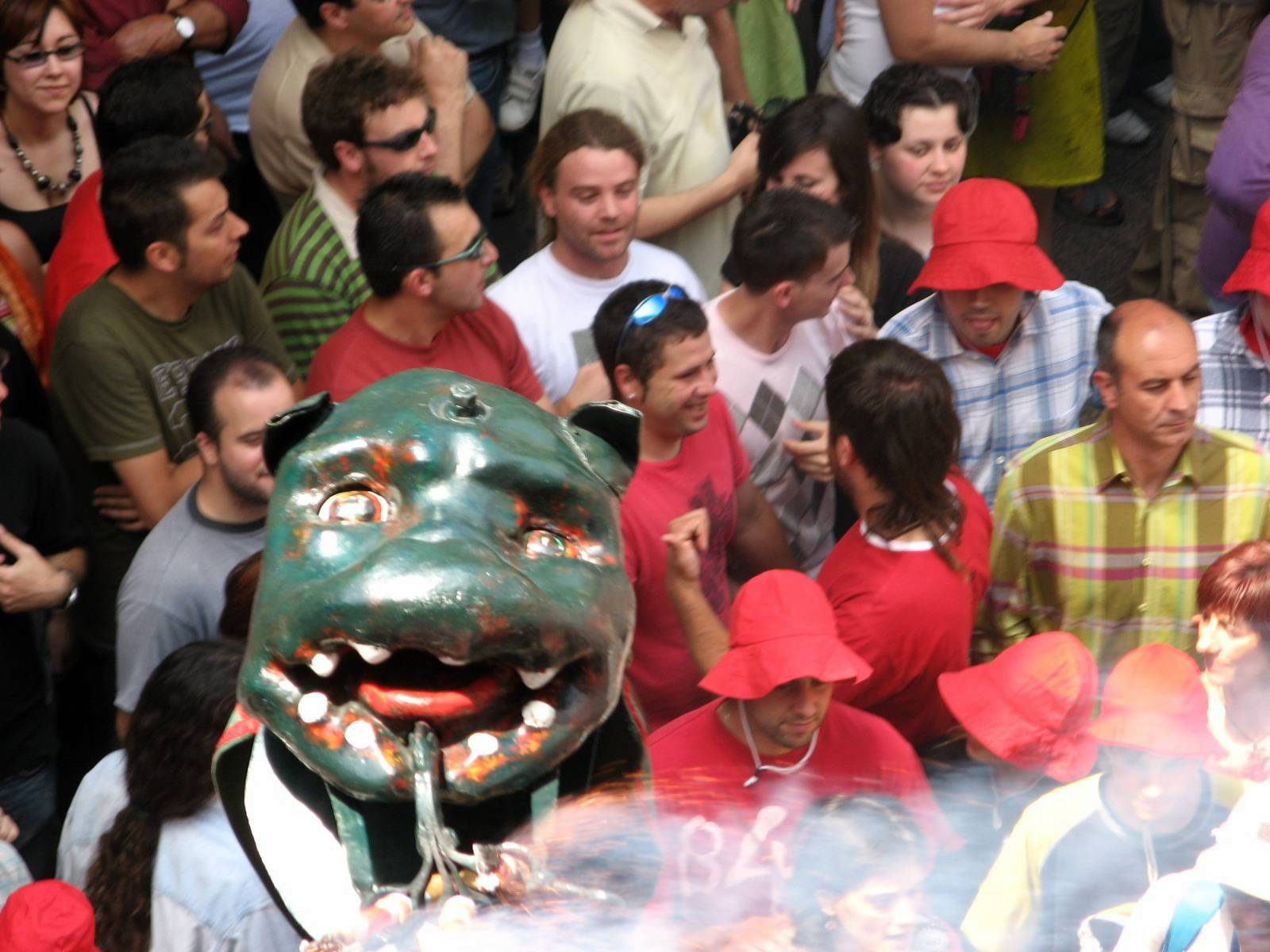
パトゥムでのギータの人形

## パトゥムでのギータ
カタルーニャ州バルセロナ県ベルガで、聖体の祝日に行われる祭り「パトゥム」 (Patum de Berga) におけるギータが広く知られている。祭りのパレードに登場するギータの人形は、巨大な緑色の身体、非常に長い首と真っ黒な顔、大きな牙とずる賢そうな輝く目を持つ、蛇に似た形状のドラゴンとして表現される。しかしギータが参加する人々を悪魔・悪霊から守っているという。口からは火炎ならぬ花火を放ち、広場に集まった人々を驚かせては楽しませている。